# Saint-Mihiel
Saint-Mihiel là một xã trong vùng Grand Est, thuộc tỉnh Meuse, quận Commercy, tổng Saint-Mihiel. Tọa độ địa lý của xã là 48° 53' vĩ độ bắc, 05° 32' kinh độ đông. 

## Nhân vật nổi tiếng
- Ligier Richier nhà điêu khắc.
- Jean Bérain (1640 - 1711), họa sĩ